# Iván Leonhardt
Iván Paulo Leonhardt Cardenas (Puerto Montt, 1964) es un arquitecto y político chileno, miembro del Partido Socialista (PS). Se desempeñó como subsecretarío de Vivienda y Urbanismo de su país durante el segundo gobierno de Michelle Bachelet entre octubre de 2016 y marzo de 2018.

## Familia y estudios
Nació en 1964, hijo del arquitecto Juan Guillermo Leonhardt Catalán y de la profesora Edith Cárdenas Oyarzún. Realizó sus estudios secundarios en el Colegio María Montessori de Tegucigalpa, Honduras, y los superiores en la carrera de arquitectura, con una especialización en planificación socio-espacial del territorio a nivel regional y local-urbano y gestión en casos especiales de situaciones de catástrofes por fenómenos naturales en la Universidad José Cecilio del Valle, del mismo país.
Además, efectuó estudios de idioma alemán en Bielefeld, Alemania y realizó una pasantía en Nueva Zelanda sobre administración municipal.

## Trayectoria profesional y política
Profesionalmente, ha sido jefe de carrera de asistente de arquitectura y docente en el Centro de Formación Técnica Santo Tomás en Puerto Montt. Profesor ayudante de los talleres de diseño, de arquitectura y urbanismo en la Escuela de Arquitectura de la Universidad Autónoma de Honduras y en la Universidad José Cecilio del Valle, Honduras.
Militante del Partido Socialista (PS), durante el gobierno del presidente Ricardo Lagos se desempeñó como secretario regional ministerial (Seremi) de Transportes y Telecomunicaciones en la Región de Los Lagos entre los años 2003 y 2006. Luego, con ocasión del primer gobierno de Michelle Bachelet entre 2006 y 2007, ejerció como director regional del Servicio de Vivienda y Urbanismo (Serviu) —organismo dependiente del Ministerio de Vivienda y Urbanismo (Minvu)—, y seguidamente a partir de ese último año, como director de la Secretaría de Planificación Comunal (SECPLAC) de la Municipalidad de Puerto Montt, hasta diciembre de 2012. Actuó en esa labor, siendo concejal de la comuna de Puerto Montt entre el 6 de diciembre de 2012 y el 8 de abril de 2014, fecha en que presentó su renuncia. Paralelamente, fungió el cargo de asesor del alcalde en la comuna de Puerto Varas.
Durante el segundo gobierno de Michelle Bachelet, desde abril de 2014, volvería a ejercer como director regional del Serviu en la región de Los Lagos, cargo que abandonó en abril de 2016 para presentarse como candidato a alcalde de Puerto Varas en las elecciones municipales de ese año por su partido en representación de la coalición Nueva Mayoría.
Sin embargo no resultó electo, y el 28 de octubre de 2016, fue designado por la presidenta Michelle Bachelet como subsecretarío de Vivienda y Urbanismo, en reemplazo de Jaime Romero Álvarez. Ejerció esa función hasta el final de la administración en marzo de 2018.
En 2024 presentó su precandidatura a alcalde de Puerto Montt para las elecciones municipales de ese año, resultando ganador en una votación interna del PS a nivel comunal frente a Rabindranath Quinteros. Sin embargo, el Comité Central del partido desestimó dicha votación y designó a Quinteros como candidato al municipio.